# Steatomys
A Steatomys az emlősök (Mammalia) osztályának a rágcsálók (Rodentia) rendjébe, ezen belül a madagaszkáriegér-félék (Nesomyidae) családjába tartozó nem.

## Rendszerezés
A nembe az alábbi 8 faj tartozik:
- Steatomys bocagei Thomas, 1892
- Steatomys caurinus Thomas, 1912
- Steatomys cuppedius Thomas & Hinton, 1920
- Steatomys jacksoni Hayman, 1936
- Krebs-zsíregér (Steatomys krebsii) Peters, 1852
- Steatomys opimus Pousargues, 1894
- Steatomys parvus Rhoads, 1896
- dél-afrikai zsíregér vagy közönséges zsíregér (Steatomys pratensis) Peters, 1846 - típusfaj